# Club Havana
Pour plus de détails, voir Fiche technique et Distribution.
Club Havana est un film américain réalisé par Edgar Georg Ulmer, sorti en 1945.

## Fiche technique
- Titre : Club Havana
- Réalisation : Edgar Georg Ulmer
- Scénario : Fred L. Jackson (en) et Raymond L. Schrock
- Direction artistique : Edward C. Jewell
- Photographie : Benjamin H. Kline
- Pays d'origine : États-Unis
- Format : Noir et blanc - 1,37:1
- Genre : drame
- Durée : 62 minutes
- Date de sortie : 1945

## Distribution
- Tom Neal : Bill Porter
- Margaret Lindsay : Rosalind
- Donald Douglas : Johnny Norton
- Marc Lawrence : Joe Reed
- Lita Baron (en) : Isabelita
- Dorothy Morris : Lucy
- Renie Riano (en) : Mme Cavendish
- Ernest Truex : Willy Kingston
- Gertrude Michael : Hetty
- Eric Sinclair (en) : Jimmy Medford
- Paul Cavanagh : Rogers
- Pedro de Cordoba : Charles